# سليم سليموف
سليم سليموف (بالبلغارية: Салим Салимов)‏ (مواليد 5 مايو 1982) هو ملاكم بلغاري، مثّل بلاده في الألعاب الأولمبية الصيفية 2004.

## روابط خارجية
سليم سليموف على موقع بوكس ريك (الإنجليزية) (registration required)
- سليم سليموف على موقع أوليمبيديا (الإنجليزية)